# Rotmain-, Mistelbach- und Ölschnitztal um Bayreuth
Rotmain-, Mistelbach- und Ölschnitztal um Bayreuth este o arie protejată (arie specială de conservare — SAC, sit de importanță comunitară — SCI) din Germania întinsă pe o suprafață de 700,56 ha, integral pe uscat.

## Localizare
Centrul sitului Rotmain-, Mistelbach- und Ölschnitztal um Bayreuth este situat la coordonatele 49°59′13″N 11°31′14″E / 49.9869°N 11.5206°E.

## Înființare
Situl Rotmain-, Mistelbach- und Ölschnitztal um Bayreuth a fost declarat sit de importanță comunitară în noiembrie 2004 pentru a proteja 4 specii de animale. Situl a fost protejat și ca arie specială de conservare în aprilie 2016.

## Biodiversitate
Situată în ecoregiunea continentală, aria protejată conține 8 habitate naturale: Lacuri eutrofice naturale cu vegetație de tip Magnopotamion sau Hydrocharition, Cursuri de apă de la nivel de câmpie la nivel montan, cu vegetație Ranunculion fluitantis și Callitricho-Batrachion, Liziere de ierburi înalte hidrofile de câmpie și de nivel montan până la alpin, Fânețe de joasă altitudine (Alopecurus pratensis, Sanguisorba officinalis), Păduri de stejar și carpen Galio-Carpinetum, Păduri pe pante, grohotișuri și ravene de Tilio-Acerion, Mlaștini împădurite, Păduri aluvionare cu Alnus glutinosa și Fraxinus excelsior (Alno-Padion, Alnion incanae, Salicion albae).
La baza desemnării sitului se află mai multe specii protejate:
- nevertebrate (3): Ophiogomphus cecilia, Unio crassus, Vertigo angustior
- pești (1): cicar (Lampetra planeri)